# Leucanopsis sporina
Leucanopsis sporina là một loài bướm đêm thuộc phân họ Arctiinae, họ Erebidae.